# 羊角钮钟

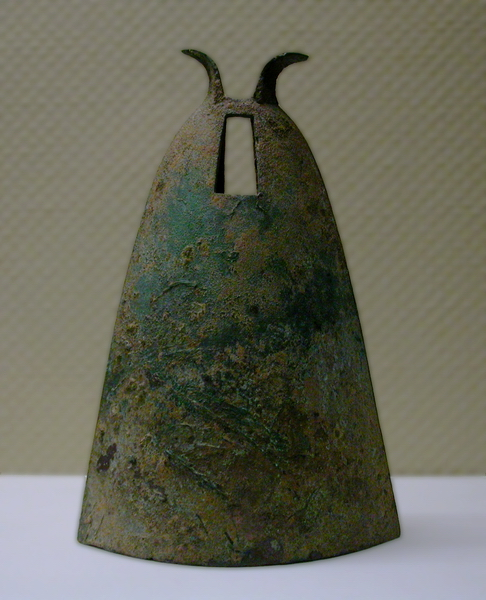
广西罗泊湾一号墓出土的人面纹羊角钮铜钟（编号M1:37）

羊角纽钟是古代中国南部和越南北部的一种打击乐器。羊角纽钟主要流行在战国至西汉时期，在越南北部，中国云南、贵州、广西、湖南的红河、西江、湘江流域均有出土，当时这里是百濮和百越的靡莫、滇、句町、夜郎、西瓯、骆越等族群聚居的地方。羊角钮钟和铜鼓一起，最早是由云南楚雄万家坝一带的濮人铸造和使用，然后经滇池地区，传到百越地区，为岭南的越人所接受。同一组的羊角钮钟通常形体大小有差别，应该是挂在钟架上，成编演奏，可以认为是编钟的一种，通常和它一起演奏的乐器有铜鼓和半环钮钟等。